# ASIL Lysi
O ASIL Lysi é um clube de futebol cipriota de Lysi, Famagusta, Chipre, devido a invasão turca o time se refugiou e é sediado atualmente em Larnaca. A equipe compete no Campeonato Cipriota de Futebol .

## História
O clube foi fundado em 1932, pelos então fundadores Ch. Fokaides, Ch. Panayides, K. Rousi e N. Petrou.